# Flughafen Udon Thani

i7
i11
i13
Der Flughafen Udon Thani (thailändisch ท่าอากาศยานนานาชาติอุดรธานี, IATA-Code: UTH, ICAO-Code: VTUD) vor den Toren der Großstadt Udon Thani in der Provinz Udon Thani ist der wichtigste Flughafen in Nordostthailand.

## Geschichte
Bereits während des Vietnamkriegs nutze die CIA den Stützpunkt für die Air America eine US-amerikanische Fluggesellschaft, die von der CIA kontrolliert wurde und verdeckte Operationen in Südostasien durchführte. Nach außen hin trat sie dabei als zivile Fluggesellschaft auf.
Der Flughafen wurde unter dem Namen „Udorn Royal Thai Air Force Base“ von der United States Air Force (Pacific Air Forces) von 1964 bis 1975 genutzt. Hier gab es auch ein Rundfunkstudio von AFTN.
Am 8. Februar 2006 gab es ein internationales Gruppen-Fallschirmspringen mit Teilnehmern aus 31 Ländern unter dem Namen „the World Team“. Hier wurde der Weltrekord für den größten freien Fall im Formationsspringen von 400 Personen über dem Flughafen von Udon Thani erreicht.

## Allgemeines
Der Flughafen verfügt über eine teils asphaltierte und teils betonierte Start- und Landebahn mit einer Länge von 3048 Metern. Das Terminal 2 mit Fluggastbrücke wurde 2006 eröffnet.
Mit 2,21 Millionen Passagieren im Jahr (Stand 2015) ist Udon Thani der meistfrequentierte Flughafen in der Nordostregion (Isan) und auf Platz sieben in ganz Thailand. Die Passagierzahl hat sich zwischen 2009 und 2015 verdreifacht.

## Streitkräfte
Hier befindet sich auch eine Militärbasis RTAFB Udon Thani der Thailändischen Luftstreitkräfte. Die Royal Thai Air Force unterhält hier die „Wing 23, 2nd Air Division Air Combat Command“. Auf diesem Stützpunkt sind 19 Alpha Jet A stationiert. Diese wurden 1999 günstig von der deutschen Luftwaffe erworben.

## Geheimgefängnis
Die BBC berichtete, dass sich auf dem Luftwaffenstützpunkt ein Geheimgefängnis der CIA unter der Bezeichnung als „Detention Site Green“ befunden hat, die zur Befragung des 31-jährigen Abu Subaida genutzt wurde, ein in Saudi-Arabien geborener Palästinenser, vermutlich ein führender Kopfe von Osama bin Laden. Im Dezember 2014 veröffentlichte der United States Senate Select Committee on Intelligence (SSCI) eine Zusammenfassung eines geheimen 6.000-seitigen Berichts über CIA-Techniken. In dem Bericht wird behauptet, dass mindestens acht hochrangige thailändische Beamte von der geheimen Stätte wussten. Das Geheimgefängnis wurde im Dezember 2002 geschlossen. Thailand hat die Existenz der Einrichtung bestritten, während die US-Regierung ihre Existenz weder bestätigt noch dementiert hat.

## Zwischenfälle
- Am 7. Dezember 1987 überrollte eine Hawker Siddeley HS 748-243 2A der thailändischen Bangkok Airways (Luftfahrzeugkennzeichen HS-THH) bei der Landung auf dem Flughafen Udon Thani das Landebahnende. Das Fahrwerk brach zusammen, die Maschine wurde dabei irreparabel beschädigt. Alle Insassen überlebten den Unfall.[6]

## Siehe auch

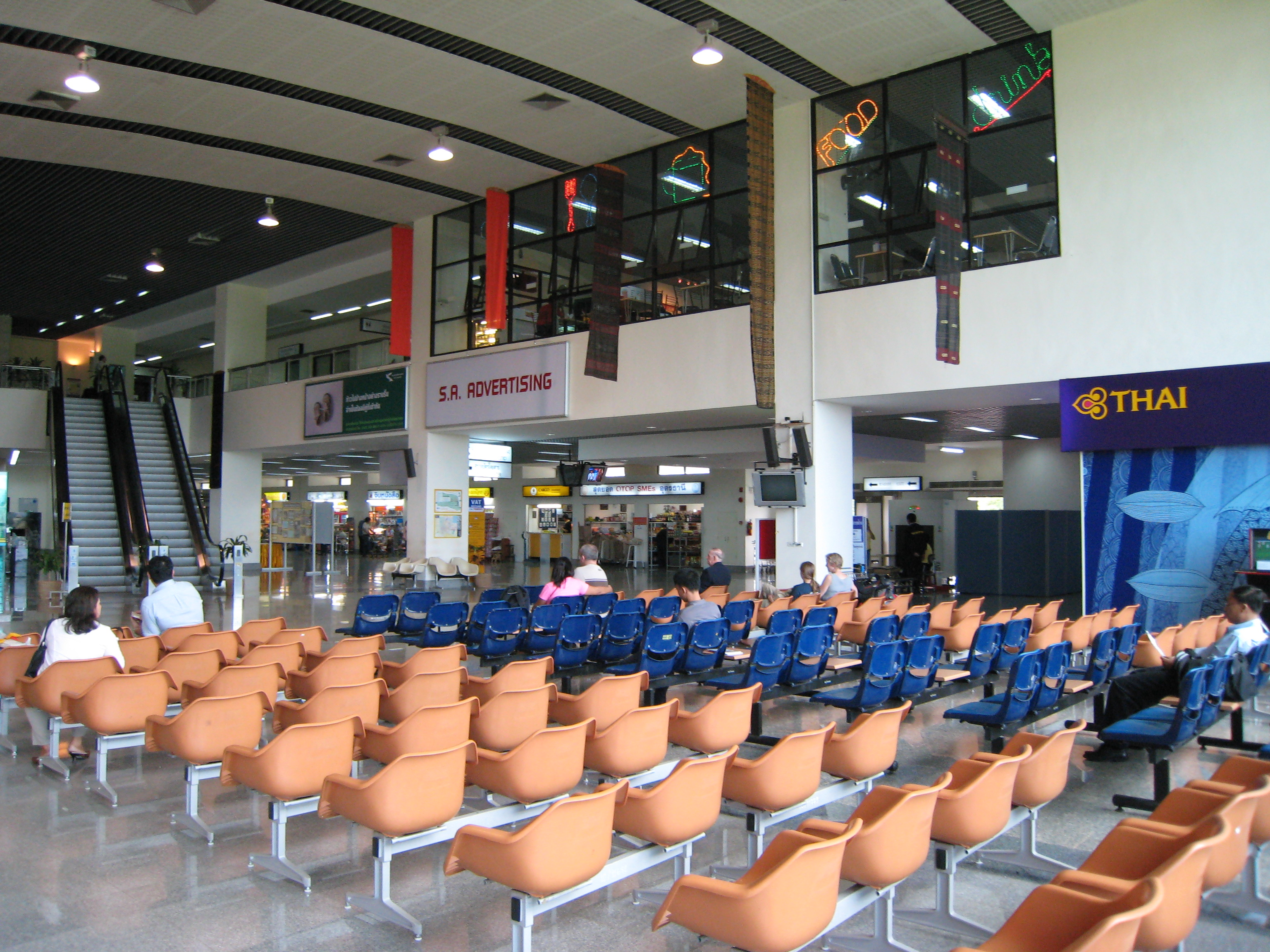
Terminal
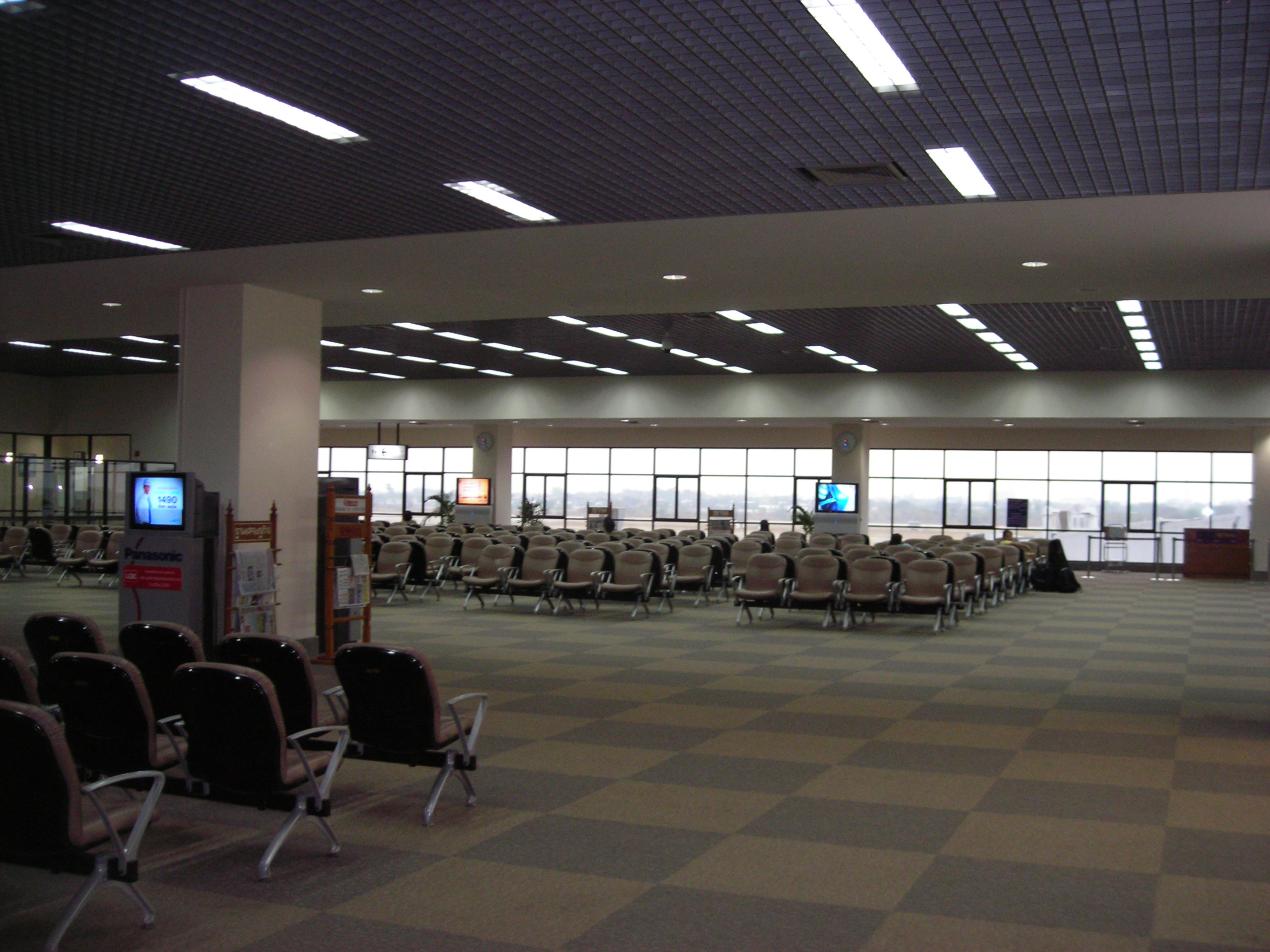
Wartehalle
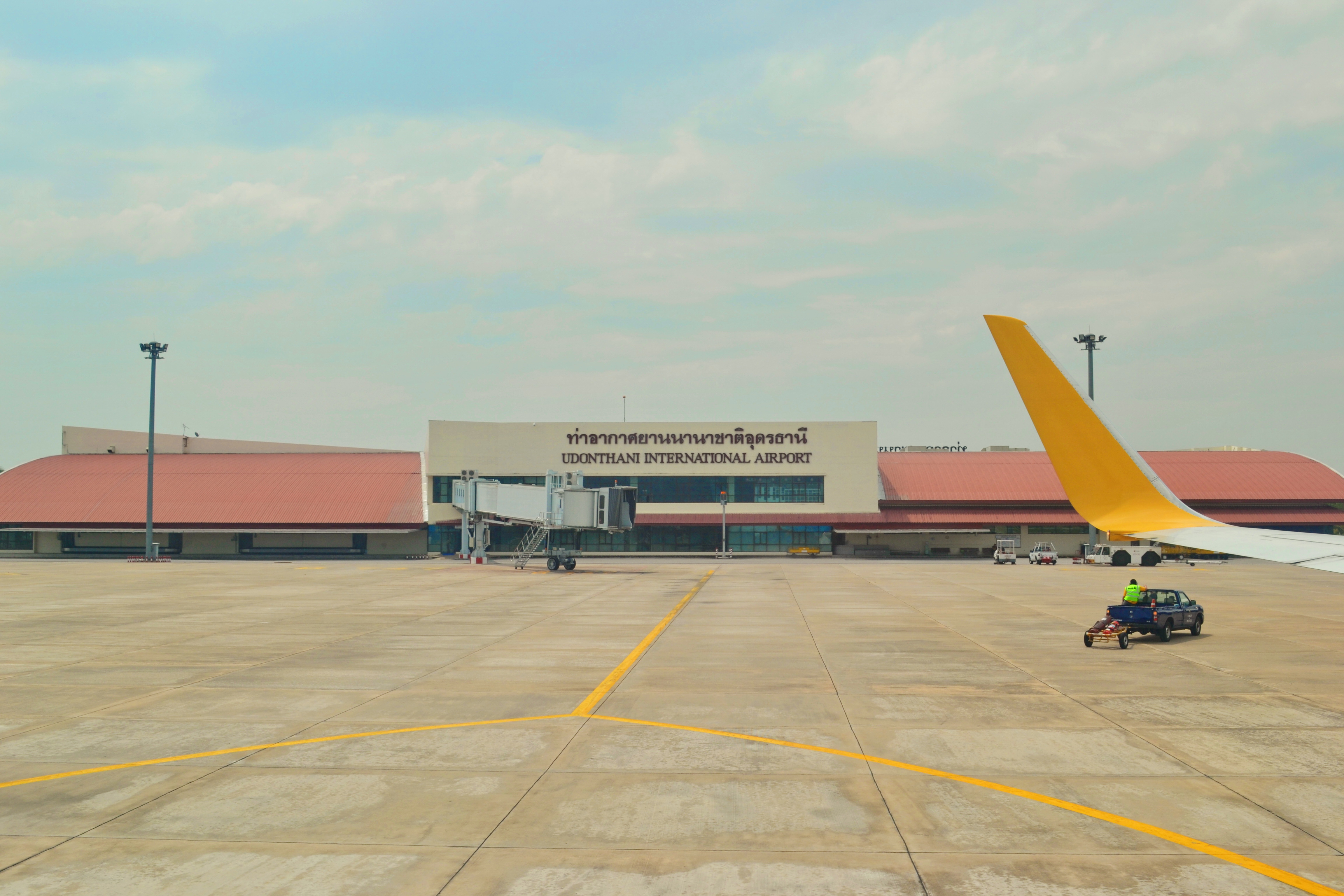
Flughafengebäude
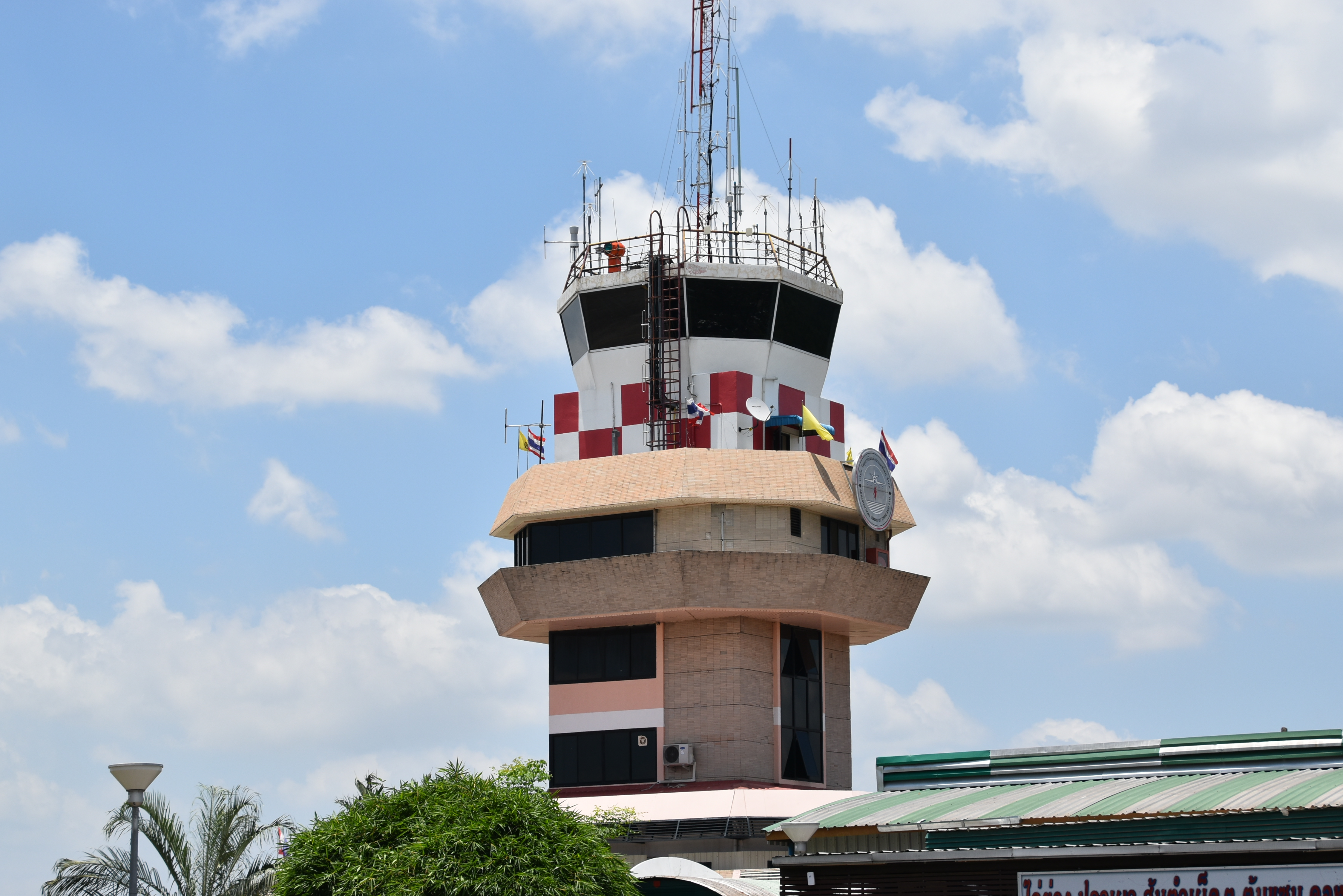
Tower